# Держава (конфеты)
«Держава» — марка российских развесных конфет производства компании Mars. Несмотря на обширную рекламную кампанию, многомиллионное финансирование и новизну, «Держава» стала одним из самых больших коммерческих провалов в истории российского маркетинга.

## Создание и закрытие
В 2000 году компания Mars выпустила на российские рынки новый бренд конфет под названием «Держава». Выпуску конфет сопутствовала дорогостоящая рекламная кампания. Способы рекламы новых конфет вызвали неоднозначные отзывы маркетологов. Тизерная реклама гласила: «Скоро опустеют улицы», «Муж вернётся с работы вовремя», «Тысячи женщин будут смаковать подробности». Разные вкусы конфет были разделены на серии: «Страны мира», «Театры мира», «Российские монархи» и т. д. Новизна этих конфет была в том, что на обратной стороне фантиков была небольшая информация о том предмете или персоналии, которая изображалась на фантике; всего планировался выпуск 10 серий. 
По мнению создателей конфет, небольшие и информативные статьи внутри фантика способствовали интересной и оживлённой беседе во время чаепития. Рекламный слоган «Державы»: «„Держава“ — угощение для общения».
На первых порах новые конфеты пользовались популярностью у покупателей, однако через 2 года бренд перестал окупаться и стал одним из крупнейших провалов «Mars». Причиной этого, по словам аналитиков, стало несоответствие американских стандартов корпорации, предусматривающих интактность, то есть, неприкосновенность продукта от момента производства до момента потребления, и российских традиций упаковки конфет, когда фантик можно сравнительно легко развернуть и свернуть. Маркетологи «Mars» попытались исправить ситуацию, и конфеты стали продаваться в закрытых коробках, а развесные конфеты «Держава» перестали выпускаться, однако при этом «Держава» попала в сегмент рынка, для которого не была предназначена. Все эти меры привели к подорожанию конфет и спаду их потребления, и в итоге дорогостоящий и многообещающий бренд занял только 0,36% рынка и был окончательно убран из продажи в 2003 году. Также высказывалось мнение, что «Держава» была слишком схожа со сладостями «Красного Октября» и «Бабаевского», так как для конфет использовалась советские рецепты 1960-70-х годов.
Ущерб от провала «Державы» концерн «Mars» попытался компенсировать выпуском серии консервированных супов «Гурмания», которую в итоге тоже пришлось снять с продажи.